# واوسنوو (استان اشوی‌داشکسیه)
واوسنوو (به لهستانی: Wałsnów) یک منطقهٔ مسکونی در لهستان است که در گمینا واشنگوو واقع شده‌است.